# Théhillac
 Théhillac  (en bretón Tehelieg) es una población y comuna francesa, situada en la región de Bretaña, departamento de Morbihan, en el distrito de Vannes y cantón de La Roche-Bernard.

## Demografía
| 502 | 476 | 484 | 533 | 510 | 512 |
| Para los censos de 1962 a 1999 la población legal corresponde a la población sin duplicidades (Fuente: INSEE [Consultar]) |     |     |     |     |     |